# 転換時保険料積立金
保険会計において、転換時保険料積立金とは、転換した契約の、転換時における責任準備金のことである。

## 使用目的
転換時保険料積立金は財務諸表には現れない項目であり、利源分析に用いるために計算するものであり、中間項目といわれる。5年チルメル式による利源分析では、契約から5年以内に保険契約を転換した場合、転換前は5年チルメル式によって積立てられていた責任準備金が、転換後は純保険料式によって積立てることとなるため、転換時には、責任準備金の積増による損失が認識される。この損失は、解約失効益において認識される。転換時保険料積立金は、この解約失効益を算出するために用いられる。